# 綠船旗
綠船旗，是17世紀至20世紀初期時，愛爾蘭的商船使用之船旗。設計圖案為綠底加上金黃色的豎琴，左上角為英國國旗。綠船旗在不列顛群島是否曾有過官方地位，還是只是商船使用的非官方用旗迄今都留有疑問。

## 衍生以近似同源旗帜
- 爱尔兰绿竖琴旗
- 爱尔兰统一以及爱尔兰统一党旗帜
- 爱尔兰海军（英语：Irish Naval Service）舰首旗
- 都柏林市旗

## 外部連結
- Green Ensign at FOTW site （页面存档备份，存于）（英文）